# Борас, Арияна
Арияна Борас (босн. Arijana Boras; 15 декабря 1976, Кониц, СФРЮ) — югославская и боснийская горнолыжница, участница Олимпийских игр 1992, 1994 и 1998 годов.

## Биография
Участница клуба Железничар. На Олимпийских играх в разные годы выступала в слаломе, гигантском слаломе, супергиганте и комбинации.